# اضطهاد المسلمين
اضطهاد المسلمين هُو الاضطهاد الديني الذي يطال المسلمين. يمكن أن تشير إلى الاعتقال أو السجن أو الضرب أو التعذيب أو الإعدام أو الحصار. كما أنها قد تشير إلى مصادرة أو تدمير الممتلكات، أو التحريض على كراهية المسلمين. وقد تعرض المسلمون للاضطهاد من قبل الجماعات غير المسلمة عبر تاريخ الإسلام، وهو التاريخ الذي يتزامن مع تاريخ العصور الوسطى والتاريخ الحديث.
في الأيام الأولى للإسلام في مكة، كان المسلمون غالبًا يتعرضون لسوء المعاملة والاضطهاد من قبل مشركي مكة. في الفترة المعاصرة، يواجه المسلمون قيودًا دينية في بعض البلدان. وقعت أيضا حوادث مختلفة من الإسلاموفوبيا، مثل إطلاق النار في مسجد كرايستشيرش، والصراع الأفغاني (1978 إلى الوقت الحاضر)، ونزاع كشمير، ومعسكرات التطهير العرقي وإعادة التثقيف في شينجيانغ، وضم الضفة الغربية في فلسطين، والعديد من الحوادث الأخرى.
نتج عن الإبادة الجماعية المستمرة للروهينغيا: أكثر من 25000 حالة وفاة من عام 2016م حتى الوقت الحاضر، و700000+ لاجئ تم إرسالهم إلى الخارج منذ عام 2017م، واغتصاب جماعي وأعمال أخرى من العنف الجنسي التي ترتكب في الغالب ضِدّ نساء وفتيات الروهينجا، ومعظمهم من البوذيين في راخين والبورميين. الجنود، وإحراق منازل ومساجد الروهينجا، بالإضافة إلى العديد من انتهاكات حقوق الإنسان الأخرى.
أدت الإبادة الجماعية المستمرة للأويغور إلى احتجاز أكثر من مليون مسلم (غالبيتهم من الأويغور) في معسكرات اعتقال سرية دون أي إجراءات قانونية، مع انخفاض معدلات المواليد في شينجيانغ، حيث انخفضت بنسبة 24% تقريبًا في عام 2019م وحده مقارنة بـ 4.2% فقط في باقي الصين.

## اضطهاد العرب الوثنيين للمسلمين
في الأيام الأولى من دعوة النبي محمد في مكة، رفض رجالات مكة الاعتراف بنبوة محمد وتهجموا عليه ووصفوه بالمجنون والساحر[ ؟ ]. وتعرض كثيرٌ من المسلمين الجُدد لسوء المعاملة والاضطهاد، عُذب كثير منهم بالجلد حتى يتخلوا عن دينهم، وهناك من قتل ومنهم من قتل بطرق بشعة مثل سمية أم عمار. وتعرض الآخرون للتعذيب مثل بلال بن رباح الحبشي (الذي أصبح أول مؤذن)، حيث أُخْرج إلى الصحراء في حرارة منتصف النهار ووضعت الصخور الثقيلة على صدره، حيث طالبوه بأن يتخلى عن دينه، وأن يصلي إلى آلهتهم، وغيرهم الكثير من المسلمين الذين تم إيذائهم أشد الإيذاء. مما اضطر المسلمين إلى الهجرة إلى الحبشة مهاجرين إلى ملك مسيحي يحتويهم ويحميهم وبقي محمد في مكة يدعو للإسلام وتعرض للرجم بالحجارة، وإلقاء القاذورات عليه وهو يصلي في مكة وتلقى أنواع الشتائم، وكان عمه أبو طالب له كلمة في قريش لذلك خشيت قريش أن تقتله فيُشعل ذلك حربا بين القبائل.

## اضطهاد المسلمين أثناء الحروب الصليبية
المادة الرئيسية: الحروب الصليبية
كانت الحملة الصليبية الأولى التي بدأت في (1095) من قبل البابا أوربان الثاني، بدعوى استعادة السيطرة على المدينة المقدسة في القدس من المسلمين الذين استولوا عليها من الإمبراطورية البيزنطية في (638). وكانت رداً على الجدل والصراع بين القوى العلمانية والدينية في أوروبا في القرون الوسطى كما أنها بدأت بالنزاع بين الإمبراطور الروماني والبابوية الغريغورية وأدت إلى ظهور مفهوم سياسي للمسيحية، بوصفها اتحاد جميع الشعوب والملوك بتوجيه من البابا.
أسفرت الحملة الأولى عن احتلال القدس في (7 أيار عام 1099)، وقيام مملكة القدس اللاتينية بالإضافة إلى عدّة مناطق حكم صليبية أخرى، مثل إمارة الرها (اديسا)، وإمارة أنطاكية[ ؟ ]، وطرابلس بالشام.
في (15 تموز / يوليو)، تمكن الصليبيون من إنهاء الحصار بتحطيم الأبواب والجدران وتمكنوا من دخول المدينة. وقتل الصليبيون تقريباً كل فرد من سكان القدس مسلمين ويهود، حتى أن المسيحيين الشرقيين كانوا يُذبحون جميعاً. ووفقاً لـ gesta franco rum، في ما يعتقد البعض أنه واحد من أثمن المصادر المعاصرة عن أول حملة صليبية، «الذبح كان كبيراً لدرجة أن رجالنا في مخاض الدم يصل إلى الكواحل» ومصادر أخرى تتحدث عن أن الدم كان يصل إلى ألجمة الخيول، وهذا يمثل تجسيد العبرة من رؤيا يوحنا (14:20).
وفقا لـ fulcher من مدينة تشارتريز: «في الواقع، لو كنتم هناك لشاهدتم أقدامنا الملونة حتى الكواحل بدماء من قتلناهم. فلم يُترك أحداً من هؤلاء حياً؛ ولم ينج النساء ولا الأطفال».

## تعذيب وقتل المسلمين في إسبانيا
المادة الرئيسية: محاكم التفتيش الإسبانية
كانت المحاكم غالباً ما تستعمل التعذيب في انتزاع الاعترافات وخاصة في القرن الثاني عشر وأثناء محاكم اليهود السفردييم كما كان المحاكمون غالباً ما يعتمدون على شهادة جيران المتهمين في التحقيق في التهم المنسوبة إليهم. وقام البابا في البداية بنشر إعلان ذكر فيه عدم شرعية هذه المحاكم غير أن ضغط ونفوذ ملوك إسبانيا أدى إلى إلغاء هذه الدعوة وإعطاء السلطات كافة الصلاحيات الدينية في هذه المحاكم.
غير أن الموريسكو لم يتعرضوا لمثل هذه المعاملات وغالباً ما استخدم الكرادلة في حملات تبشير إلى المناطق التي انتشر فيها هؤلاء. وعند فشل هذه الحملات عمدت السلطات إلى ترحيلهم بشكل قسري إلى المغرب حيث حرم عليهم اصطحاب مجوهراتهم وأموالهم التي تركت للإسبان الذين استوطنوا بيوتهم لاحقاً، وتم هذا سنة 1609 عندما رحل مئات الآلاف من المسلمين «المتنصرين».
كانت محاكم التفتيش وسيلة ملوك أسبانيا الصليبيين لإخلاء أسبانيا من المسلمين. وذلك برغم المعاهدة الموقعة منهم عندما سقطت غرناطة –آخر قلاع المسلمين في إسبانيا- سنة (898 هـ \ 1492م). حيث نصت المعاهدة بين أبي عبد الله الصغير والملوك الكاثوليك وضمنها البابا وأقسم عليها: «تأمين الصغير والكبير في النفس والأهل والمال إبقاء الناس في أماكنهم ودورهم ورباعهم وإقامة شريعتهم على ما كانت ولا يحكم على أحد منهم إلا بشريعتهم وأن تبقى المساجد كما كانت والأوقاف كما كذلك وألا يدخل نصراني دار المسلم ولا يغصبوا أحدا، وألا يؤخذ أحد بذنب غيره وألا يُكره من أسلم على الرجوع للنصارى ودينهم ولا ينظر نصراني على دور المسلمين ولا يدخل مسجدًا من مساجدهم ويسير في بلاد النصارى آمنا في نفسه وماله، ولا يمنع مؤذن ولا مصلي ولا صائم ولا غيره في أمور دينه»[بحاجة لمصدر]
تم نقض المعاهدة كلياً. وتم حظر اللغة العربية، وأحرق الكردينال «أكزيمينيس» عشرات الآلاف من كتب المسلمين. يقول غوستاف لوبون: «ظن رئيس الأساقفة أكزيمينيس أنه بحرقه مؤخرا ما قدر على جمعه من كتب أعدائه العرب (أي ثمانين ألف كتاب) محا ذكراهم من الأندلس إلى الأبد. فما دَرَى أن ما تركه العرب من الآثار التي تملأ بلاد إسبانية يكفي لتخليد اسمهم إلى الأبد». وفي عام 1500 أجبر المسلمون في غرناطة على تسليم أكثر من 15 مليون كتاب تتميز بتجليدات زخرفية لا تقدر بثمن، فقد تمّ حرقها وبقي منها بعض الكتب الطبية فقط. [بحاجة لمصدر]
ثم تم إجبار المسلمين على التنصُّر. إلا أن معظم هذا الاعتناق الديني كان بالاسم فقط: إذ كان المسلمون يمارسون الطقوس الدينية المسيحية، إلا أنهم استمروا في تطبيق الدين الإسلامي سراً. وكانت هناك محظورات كثيرة منها: حظر الختان، وحظر الوقوف تجاه القبلة، وحظر الاستحمام والاغتسال، وحظر ارتداء الملابس العربية. فإذا عُلم أن أحداً اغتسل يوم الجمعة يصدر في حقه حكم بالموت، وإذا وجدوا رجلا لابساً للزينة يوم العيد عرفوا أنه مسلم فيصدر في حقه الإعدام. وكذلك لو وجدوا في بيته مصحفا، أو امتنع عن الطعام في رمضان، أو امتنع عن شرب الخمر وأكل الخنزير. وكانوا يكشفون عورة من يشكون أنه مسلم، فإذا وجدوه مختونًا أو كان أحد عائلته كذلك فليعلم أنه الموت ونهايته هو وأسرته. وتعتبر المحكمة الكاثوليكية والرأي العام أن تصرفات مثل تناول «الكوسكس»، واستخدام الحناء عادات غير مسيحية، يجب معاقبة فاعلها.[بحاجة لمصدر]
وكان الإمبراطور شارل الخامس حينما أصدر قراره بتنصير المسلمين، وعد بتحقيق المساواة بينهم وبين المسيحيين في الحقوق والواجبات، ولكن هذه المساواة لم تتحقق قط، وشعر هؤلاء أنهم ما زالوا موضع الريب والاضطهاد، ففرضت عليهم ضرائب كثيرة لا يخضع لها المسيحيون، وكانت وطأة الحياة تثقل عليهم شيءًا فشيءًا، حتى أصبحوا أشبه بالرقيق والعبيد، ولما شعرت السلطات بميل الموريسكيين إلى الهجرة، صدر قرار في سنة (948 هـ = 1514م)، يحرم عليهم تغيير مساكنهم، كما حرم عليهم النزوح إلى بلنسية التي كانت دائمًا طريقهم المفضل إلى الهجرة. وأصدر الملك شارل كانت قراراً أن كل شخص يطمح لشغل وضيفة في أسبانيا عليه إثبات عدم وجود أي عضو يهودي أو مسلم في عائلنه منذ أربعة أجيال على الأقل.[ادعاء غير موثق منذ 209 يوماً]
ولكن حتى هذا الحل لم ينجح كليا في حل المشكلة الإسلامية في إسبانيا فكان اللجوء إلى الطرد الجماعي في القرن السابع عشر، أما الخسائر التي ستترتب عن الطرد فتم تعويضها بشكل كبير بالأرباح الناتجة عن مصادرة أملاك المورسكيين. حيث أصدر الملك فيليب الثالث قراراً بطرد مئات الآلاف من الموريكسيين بعد أن اقتنع بفشل محاكم التفتيش في إجبار المسلمين على ترك دينهم، على أن يبقى الأطفال الذين كانت أعمارهم بين العاشرة أو أقل في إسبانيا ليقوم الرهبان أو أي أشخاص آخرين موثوق بهم بتعليمهم مع إبقائهم عبيداً بغير زواج. فما بين عامي 1609-1614 تم طرد ما لا يقل عن 500 ألف شخص إلى البلدان الإسلامية المجاورة كالمغرب وتونس والجزائر بل وبعض البلدان المسيحية الأخرى، بعد نهب ومصادرة ثرواتهم وأملاكهم. وكان سكان إسبانيا حوالي 8 ملايين نسمة. وقد تمت إبادة كثير منهم أثناء هذا الترحيل حيث تلقيهم السفن بالبحر ليموتوا غرقاً. وقد أشار «هنري تشارلز لي» بعد دراسة المصادر المعاصرة أن نسبة وفاة المسلمين تقع ما بين ثلثي وثلاثة أرباع مجموع عددهم.[ادعاء غير موثق منذ 209 يوماً]
وقد أدى هذا النفي لإدخال إسبانيا في أحلك فترة في تاريخها، حيث أن الكثير من الأراضي الخصبة أصبحت أراضي موات، واندثرت أكثر الحرف ازدهاراً (كالبناء وتنظيم السقاية والنقل). لم يبق من الموريكسيين بعد الطرد إلا القليل مختفين بدينهم. آخر ذكر لهم في السجلات كان تقريرا رُفع إلى الملك سنة 1769 يتضمن شكوكا حول أشخاص متهمين بالإسلام سرّا. ولعل من المفيد أن نذكر أن رجلاً إسبانيًا يدعى «بدية» توجه إلى مكة المكرمة لأداء فريضة الحج سنة (1222هـ = 1807م) أي بعد 329 سنة من قيام محاكم التحقيق. وانتهت محاكم التفتيش رسمياً في 15 حزيران 1834. رغم بقاء العديد من يؤيدها إلى يومنا الحالي، حتى أنه تقرر في نهاية عام 1960 وجوب إضافة اسم «جوان دو ريبيرا» (مخطط عملية الطرد والإبادة وخطف الأطفال) إلى قائمة القديسيين.

## اضطهاد المسلمين في بورما
عدد مسلمي بورما (ميانمار) 11 مليون نسمة من إجمالي سكان بورما البالغ تعدادهم 50 مليون نسمة منهم أكثر من 5.7 مليون مسلم يقطنون منطقة أركان[ ؟ ] يشكلون أكثر من 75 % من سكان المنطقة بدأت مأساة مسلمي بورما في عام 1948 وهو نفس العام الذي احتلت فيه إسرائيل فلسطين حيث دخلت القوات البورمية أركان وتمكنت من احتلالها بالقوة عبر سلسلة من المذابح الإجرامية ومارست أبشع صور التهجير العرقي بطرد أكثر من مليوني مسلم إلى بنغلاديش المجاورة، ولم تسمح بعودتهم حتى الآن
تفرض السلطات البورمية أبشع صور العزلة على مسلمي بورما منذ وصول الحكم العسكري الشيوعي إلى سدة السلطة عام 1962، ومن ذلك التاريخ قامت بتشريد مئات الآلاف من المسلمين وسحبت منهم الجنسية البورمية بالادعاء بأنهم متوطنون جاء بهم الاحتلال البريطاني من الدول المجاورة

## اضطهاد المسلمين في إثيوبيا
المسلمون في إثيوبيا أقليه ويشكلون 30% من عدد سكان إثيوبيا البالغ أكثر من 87 مليون نسمة ومع أنهم يشكلون جزءا كبيرا إلاّ أنهم لا يحظون بنفوذ سياسي يتناسب مع هذا العدد الكبير، وهذا يعود إلى المعاناة الشديدة من نظم الحكم المتتالية، سواء في الإمبراطورية أو الجمهورية؛ إذ يُنظر إليهم على أنهم أعداء البلاد، ويقومون بهدم مساجدهم ومؤسساتهم الدعوية
وعلى الرغم من تغير الأوضاع بعد سقوط النظام الشيوعي وصياغة دستور إثيوبي يسوِّي بين جميع الديانات، وتزايد اهتمام الحكومة الحالية بأوضاع المسلمين، وتبني خطط تنموية لمناطقهم إلاّ أن هذا الأمر لم يواكبه صعود سياسي للمسلمين أو تزايد لتمثيلهم في مجلس الوزراء وحكام الولايات.
أعداد المدارس محدودة في كل الأراضي الإثيوبية وخصوصًا في مناطق المسلمين، لدرجة أن مسلمي إثيوبيا قد اعتمدوا على المسجد كمؤسسة أولى لمكافحة الأمية، وقد لعب دورًا تاريخيًا في هذا الصدد، إلاّ أن أوضاع المساجد لا تقل حالتها سُوءًا عن المدارس، لدرجة أن أديس أبابا فقط كانت تضم في السابق أكثر من (160) مسجدًا، غير أن هذا لا يعني أن المسلمين قد استسلموا لهذه المشكلة بل إن هناك صحوة كبيرة في البلاد في الإقبال على التعليم بمختلف أنواعه، وكذلك على حفظ القرآن الكريم، انطلاقاً من قاعدة أن التعليم هو السبيل الوحيد لاستعادة المسلمين لوضعهم في المجتمع الإثيوبي.

## تايلند
تايلاند ذات الأغلبية البوذية يشكل المسلمون فيها 5% من إجمالي السكان الذي يبلغ (64.6) مليون نسمة، ويتركز المسلمون في (3) ولايات في أقصى جنوب تايلاند، يمثلون الأغلبية فيها وهي: فطاني، وسكانها من العنصر الملاوي، ويعيشون مجتمعاً تعاونياً في شتى شؤونهم، في أعيادهم، ومآتمهم، وأعمال حصادهم، وإذا عزم أحدهم على بناء مسكن مثلاً اشترك في العمل جميع جيرانه، بل سكان الحيّ أو القرية. وتبلغ نسبة المسلمين في فطاني أكثر من 80% ويبلغ عددهم 3.5 مليون نسمة، بالإضافة إلى يالا، وناراثيوات
كانت الولايات سلطة مستقلة إلى أن ضمتها بانكوك منذُ قرنٍ إليها، ومنذ ذلك الوقت يعاني المسلمون في تلك الولايات من الاضطهاد، والتفرقة في مختلف مجالات الحياة، بما في ذلك الوظائف، والتعليم وغيرها.
ويمكن أن يكون لماليزيا تأثير فعّال في معالجة الاضطراب الراهن في جنوب تايلاند، في ضوء القواسم المشتركة التي تربط بينها، وبين الأغلبية المسلمة في هذه المنطقة، وفي مقدمتها الدين، الثقافة، التقاليد، اللغة، والروابط الوثيقة للأسر على جانبي الحدود، وإن كان ذلك يتوقف أيضاً على تحقيق أماني أهل الجنوب في إنهاء التمييز، والقمع، والإهمال الذي تعرضوا له لفترة طويلة، واعترفت به الحكومة الحالية
ولعل آخر – وربما ليس الأخير- حلقات العنف ضدّ مسلمي تايلاند كان مأساة جديدة نقلتها صحيفتى (الواشنطن تايمز), و (الأسوشيتد برس) حيثُ فوجئ مائة من مسلمي الجنوب بتايلاند أثناء تأديتهم لصلاة الفجر بقنبلة تنفجرفى المسجد، وقد وُصِف الهجوم من المتحدث الرسمي للجيش بأنه هجومٌ موجَّه من قِبل ما لا يقلّ عن (10)أشخاص بوذيين فروا بعد ارتكاب جريمتهم في سيارة كانت تنتظرهم.

## العصر الحديث

### آسيا الصغرى
قُتل العديد من المسلمين (الأتراك والاكراد) على أيدي الروس والأرمن في المقاطعات الشرقية من الإمبراطورية العثمانية (متضمنةً بايبورت وبدليس وأرزينجان وأرضروم وقارص وموش)، انتقامًا من الإبادة الجماعية للأرمن واليونان.
وصل الجيش اليوناني إلى أزمير (سميرنا) في 14 مايو 1919، فيما اعتُبر بداية الحرب التركية اليونانية (1919-1922). ارتكب الجانب اليوناني خلال الحرب عددًا من الفظائع في المقاطعات الغربية (مثل إزمير ومانيسا وأوشاك)، إذ تعرض السكان المسلمون المحليون للمذابح والاجتياح والاغتصاب. ذُكر في رسائل يوهانس كولمودين، أحد المستشرقين السويدين في إزمير، قيام الجيش اليوناني بإحراق 250 قرية تركية.

### جنوب شرق أوروبا (البلقان)
دخلت الإمبراطورية العثمانية في مرحلة من الانحدار المستمر في أواخر القرن السابع عشر، إذ انخرطت في حالة طويلة من الصراع، وفقدت مناطق في كل من أوروبا والقوقاز، في حين انتصرت كل من الولايات المسيحية وإمبراطوريتي هابسبورغ ورومانوف القديمتين والدول القومية الجديدة في كل من اليونان وصربيا ورومانيا وبلغاريا. حثّت القوى الأوروبية المتنافسة على تطوير إيديولوجيات قومية بين الرعايا العثمانيين، صُوّر فيها المسلمون على أنهم «طابور خامس» عرقي من مخلفات حقبة سابقة لا يمكن دمجها في دول المستقبل المُزمع إقامتها. أصبح الكفاح الهادف إلى تخليص أنفسهم من العثمانيين عنصرًا هامًا في التعريف الذاتي للمسيحيين في البلقان.
وفقًا لمارك ليفين، أولى عامة الشعب الفيكتوري في سبعينيات القرن التاسع عشر اهتمامًا كبيرًا بمذابح وعمليات طرد المسيحيين، فاق اهتمامهم بمذابح وعمليات طرد المسلمين، حتى وإن حدثت على نطاق أوسع. ويشير أيضًا إلى تأييد هذه المذابح في بعض الأوساط. يذكر مارك ليفين شروع القوى المهيمنة، عبر دعم «الدولة القومية» في مؤتمر برلين، بإضفاء الشرعية على «الأداة الرئيسية لبناء دولة البلقان»: التطهير العرقي. يشير هول إلى مشاركة جميع الأطراف بارتكاب الفظائع خلال نزاع البلقان. صُمّم الإرهاب المتعمد لتحريض نزوح السكان خارج مناطق معينة. كان الهدف الحقيقي من استهداف السكان المدنيين هو صنع دول متجانسة عرقيًا.
حاصر قائد الجيش الروسي ألكسندر سوفوروف بنجاح قلعة إسماعيل في 22 ديسمبر 1790 خلال الحرب الروسية التركية بين عامي 1787 و1792. تلقت القوات العثمانية داخل القلعة أوامرًا بالثبات في مواقعها حتى النهاية، متجاهلةً الإنذار الروسي. أعلن ألكسندر سوفوروف القبض على إسماعيل في عام 1791 لصالح الملكة كاترين الثانية في مقطع شعري ركيك مؤلف من بيتين. قُتل 40000 تركي، وأُسر بضع مئات آخرين نتيجة استمرار الهجوم بشكل مكثف من منزل إلى آخر، ومن غرفة إلى أخرى، مع قتل كل رجل وامرأة وطفل مسلم في المدينة تقريبًا خلال ثلاثة أيام في مذبحة استمرت دون رقيب أو حسيب. على الرغم من كل خدعه، أخبر سوفوروف لاحقًا مسافرًا إنجليزيًا أنه عاد إلى خيمته وبكى بعد انتهاء المذبحة.
طرد الجيش الصربي الألبان المسلمين، إلى جانب أعداد أقل من الأتراك الحضريين (بعضهم من ذوي التراث الألباني)، من معظم أنحاء سنجق نيش، إذ فروا إلى ولاية كوسوفو العثمانية خلال الحرب الصربية العثمانية وما بعدها (1876-1978). تعرّض عدد يتراوح بين 60 و70 ألفًا ولا يقل عن 30000 من الألبان للطرد أو اضطروا للهرب و/أو الانسحاب من المناطق المستولى عليها بحثًا عن ملجأ في ولاية كوسوفو العثمانية. رُحِّل السكان الألبان من هذه المناطق بطريقة تُعدّ اليوم تطهيرًا عرقيًا.
يقدّر جاستن مكارثي طرد نحو خمسة ملايين ونصف المليون مسلم من أوروبا ومقتل خمسة ملايين آخرين في سياق الجرائم أو بسبب الأمراض والجوع في أثناء فرارهم بين عامي 1821 و1922. حدث التطهير نتيجة الاستقلال الصربي واليوناني في عشرينيات وثلاثينيات القرن التاسع عشر، والحرب الروسية التركية 1877-1878، وبلغ ذروته في حروب البلقان 1912-1913. يصف مان هذه الأعمال بأنها «تطهير عرقي إجرامي على نطاق هائل لم يسبق له مثيل في أوروبا» في إشارة إلى تقرير مؤسسة كارنيغي لعام 1914. أشارت التقديرات إلى وجود 4,4 مليون مسلم في منطقة البلقان الخاضعة للسيطرة العثمانية في مطلع القرن العشرين. غادر أكثر من مليون مسلم البلقان في العقود الثلاثة الأخيرة من القرن التاسع عشر. قُتل ما يقارب 2.9 مليون مسلم أو أُجبروا على الهجرة إلى تركيا بين عامي 1912 و1926.
قُتل ما يتراوح بين 10000 و30000 من الأتراك في تريبولي على يد المتمردين اليونانيين في صيف عام 1821، بمن فيهم جميع السكان اليهود في المدينة. وقعت أحداث مماثلة في أماكن أخرى خلال الثورة اليونانية أسفرت عن اجتثاث وطرد جميع سكان المورة الأتراك تقريبًا. ضمنت هذه الأفعال التجانس العرقي في المنطقة الخاضعة لحكم الدولة اليونانية الحديثة في المستقبل. وفقًا لادعاءات الوفود التركية، قُدّر عدد السكان المسلمين في ثيساليا عام 1878 بنحو 150000، وبلغ عددهم خمسين ألفًا في جزيرة كريت عام 1897. لم يتبق أي مسلم تقريبًا في ثيساليا بحلول عام 1919 مع بقاء 20000 مسلم فقط في جزيرة كريت.
قُدّر عدد القتلى في التمرد البلغاري لانتفاضة أبريل عام 1876 بألف مسلم. قُتل عدد كبير من الأتراك أو أصبحوا لاجئين خلال الحرب الروسية التركية. تختلف التقديرات حول خسائر الحرب. يصف كرامبتون نزوحًا جماعيًا شمل نحو 130000 إلى 150000 شخصًا، عاد ما يقارب نصفهم لفترة وسيطة دعمها مؤتمر برلين. يشير مكارثي وهوبشيك إلى مقتل 260000 شخصًا ولجوء 500000 آخرين. أفاد الباحثان التركيان كاربات وإيبك بمقتل ما يصل إلى 300000 شخص واضطرار 1.5 مليون آخرين للهجرة. تطرّق أعضاء الصحافة الأوروبية الذين غطّوا الحرب في بلغاريا إلى الأعمال الوحشية الروسية ضد المسلمين. تصف أقوال الشهود في شومن ورازغراد تعرض الأطفال والنساء وكبار السن لإصابات نتيجة الاعتداء عليهم بالسيوف والرماح، بالإضافة إلى ذبح جميع السكان المسلمين في العديد من القرى. تُظهر الصور التي كُشف عنها مؤخرًا في أرشيف وزارة الخارجية الألمانية عن الحرب الروسية التركية 1877-1878 مذبحة المسلمين التي ارتكبها الروس في منطقة ستارا زاغورا مع ادعاءات باشتمالها على ما يقارب 20 ألف مدني مسلم.
وُصفت المجازر ضد الأتراك والمسلمين خلال حروب البلقان على أيدي البلغاريين واليونانيين والأرمن بالتفصيل في تقرير كارنيغي لعام 1912. حمل العنف البلغاري خلال حرب البلقان في طياته إحراق القرى، وتحويل المساجد إلى كنائس، واغتصاب النساء، وتشويه الجثث. تشير التقديرات إلى تنصير 220000 من البوماك قسرًا ومنعهم من ارتداء الملابس الدينية الإسلامية.

#### بلغاريا
نجح نصف مليون مسلم في الوصول إلى الأراضي الخاضعة للسيطرة العثمانية، وأفادت التقارير ببقاء 672152 شخصًا فيها بعد الحرب. لقي نحو ربع مليون شخص حتفهم بسبب المذابح والبرد والأمراض وغيرها من الظروف القاسية. وفقًا لأوباريت، القنصل الفرنسي في روسه عام 1876 في ولاية الدانوب العثمانية التي شملت أيضا دبروجة الشمالية في رومانيا الحالية، فضلًا عن مناطق واسعة في جنوب صربيا الحالية، وُجد 1120000 مسلم و1233500 من غير المسلمين منهم 1150000 بلغاري. تلاشى جزء كبير من الشريحة السكانية التركية بين عامي 1876 و1878 نتيجة المجازر والأوبئة والجوع والحرب.